# Fortunato
Fortunato  è un nome proprio di persona italiano maschile.

## Varianti
- Maschili: Affortunato
- Femminili: Fortunata[1][2], Affortunata
  - Alterati: Fortunatina

### Varianti in altre lingue
- Basco: Fortunata[3]
- Catalano: Fortunat[3]
- Latino: Fortunatus[1][2][4]
  - Femminili: Fortunata[1][4]
- Polacco: Fortunat
- Portoghese: Fortunato[2]
  - Femminili: Fortunata[2]
- Russo: Фортунат (Fortunat)
  - Femminili: Фортуната (Fortunata)
- Sloveno: Fortunat
- Spagnolo: Fortunato[2][3]
  - Femminili: Fortunata[2]
- Ungherese: Fortunát
  - Femminili: Fortunáta

## Origine e diffusione
Di significato molto chiaro, deriva dal nome latino Fortunatus, "fortunato", "favorito dalla sorte", "benedetto", "felice", molto comune anche durante il Medioevo. È etimologicamente legato a nomi quali Fortuna e Fortunio, mentre per quanto riguarda il significato è affine ai nomi Iqbal, Sa'id, Bakhtiar, Fatmir ed Eutichio.
La forma rafforzativa Affortunato è tipica della Puglia.

## Onomastico
Tale nome venne portato da svariati santi e martiri; l'onomastico si può quindi festeggiare in una qualsiasi di queste date:
- 14 febbraio, santa Fortunata, martire a Roma[4][5]
- 4 maggio, san Fortunato, martire a Venosa[5]
- 14 maggio, san Fortunato, martire insieme a san Felice ad Aquileia[5]
- 8 giugno, san Fortunato, vescovo di Fano[5]
- 14 giugno, san Fortunato, vescovo di Napoli[5]
- 12 luglio, san Fortunato, diacono e martire assieme al vescovo Ermagora ad Aquileia[5]
- 26 agosto, san Fortunato, vescovo di Lecce
- 22 settembre, san Fortunato, venerato a Lonate Pozzolo[5]
- 14 ottobre, san Fortunato, vescovo di Todi[5]
- 15 ottobre, santa Fortunata, martire venerata a Patria[5]
- 16 ottobre, san Fortunato di Casei, martire della Legione Tebea[5]
- 20 novembre, beata Maria Fortunata Viti, conversa benedettina[5]

## Persone

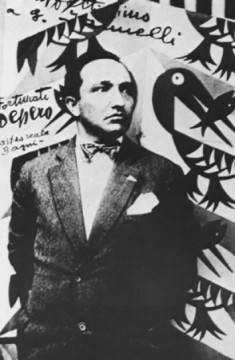
Fortunato Depero

- Fortunato II di Grado, patriarca cattolico italiano
- Fortunato Baldelli, cardinale e arcivescovo cattolico italiano
- Fortunato Baldinotti, calciatore italiano
- Fortunato Depero, pittore, scultore e pubblicitario italiano
- Fortunato Garcés, re di Navarra
- Fortunato Libanori, pilota motociclistico e motonautico italiano
- Fortunato Marazzi, generale, politico e scrittore italiano
- Fortunato Misiano, produttore cinematografico italiano
- Fortunato Pasquetti, pittore italiano
- Fortunato Seminara, scrittore e giornalista italiano
- Fortunato Vinelli, vescovo cattolico italiano

### Variante femminile Fortunata
- Fortunata Evolo, vero nome di Natuzza Evolo, mistica italiana
- Fortunata Sulgher, poetessa italiana
- Maria Fortunata Viti, religiosa italiana

## Il nome nelle arti
- Fortunata è un personaggio della serie Pokémon.
- Fortunata è il nome della gabbianella che appare nel racconto Storia di una gabbianella e del gatto che le insegnò a volare di Luis Sepúlveda, e nel film d'animazione La gabbianella e il gatto tratto da esso.
- Fortunata, protagonista del film omonimo diretto da Sergio Castellitto e interpretata da Jasmine Trinca.